# Дарлинг, Том
Томас Уорд Дарлинг (англ. Thomas Ward Darling; род. 4 мая 1958, неизвестно) — американский гребец, выступавший за сборную США по академической гребле в период 1979—1988 годов. Серебряный призёр летних Олимпийских игр в Лос-Анджелесе, победитель и призёр многих регат национального значения.

## Биография
Том Дарлинг родился 4 мая 1958 года.
Занимался академической греблей во время учёбы в Сиракузском университете, состоял в местной гребной команде, неоднократно принимал участие в различных студенческих регатах. Окончил университет в 1981 году. Позже получил степень магистра в Бостонском университете.
Дебютировал в гребле на взрослом международном уровне в сезоне 1979 года, когда вошёл в основной состав американской национальной сборной и побывал на чемпионате мира в Бледе, где в зачёте распашных рулевых четвёрок занял итоговое четвёртое место.
В 1983 году выступил на мировом первенстве в Дуйсбурге, в рулевых четвёрках сумел квалифицироваться лишь в утешительный финал B и расположился в итоговом протоколе соревнований на седьмой строке.
Благодаря череде удачных выступлений удостоился права защищать честь страны на домашних летних Олимпийских играх 1984 года в Лос-Анджелесе. В составе экипажа-восьмёрки пришёл к финишу вторым, уступив в решающем заезде только команде из Канады, и тем самым завоевал серебряную олимпийскую медаль.
После лос-анджелесской Олимпиады Пенни остался в составе гребной команды США и продолжил принимать участие в крупнейших международных регатах. 
В 1988 году отправился представлять страну на Олимпийских играх в Сеуле, однако на сей раз попасть в число призёров не смог — в рулевых восьмёрках финишировал пятым.
После завершения спортивной карьеры работал в финансовой сфере, являлся сотрудником компании Agawam Trust & Management. Достаточно успешно выступал на ветеранских соревнованиях по академической гребле, в частности в 2013 и 2014 годах выигрывал чемпионаты мира в помещении в своей возрастной группе.